# Матшишкапеу
В митологията на индианците ину Матшишкапеу (буквално преведено „пръдльото“) е богът на пръднята и е един от най-могъщите духове, дори по-могъщ и от Господарят на Карибу (порода северни елени) – Канипиникасикуеу. Според индианска легенда, веднъж Канипиникасикуеу отказал да даде карибу за храна на гладуващи индианци. Това разгневило Матшишкапеу и той го прокълнал, като му изпратил много тежък запек. Впоследствие Господарят на северните елени не издържал на това проклятие и се предал, давайки храна на гладуващите.